# Bosque carbonífero de Verdeña

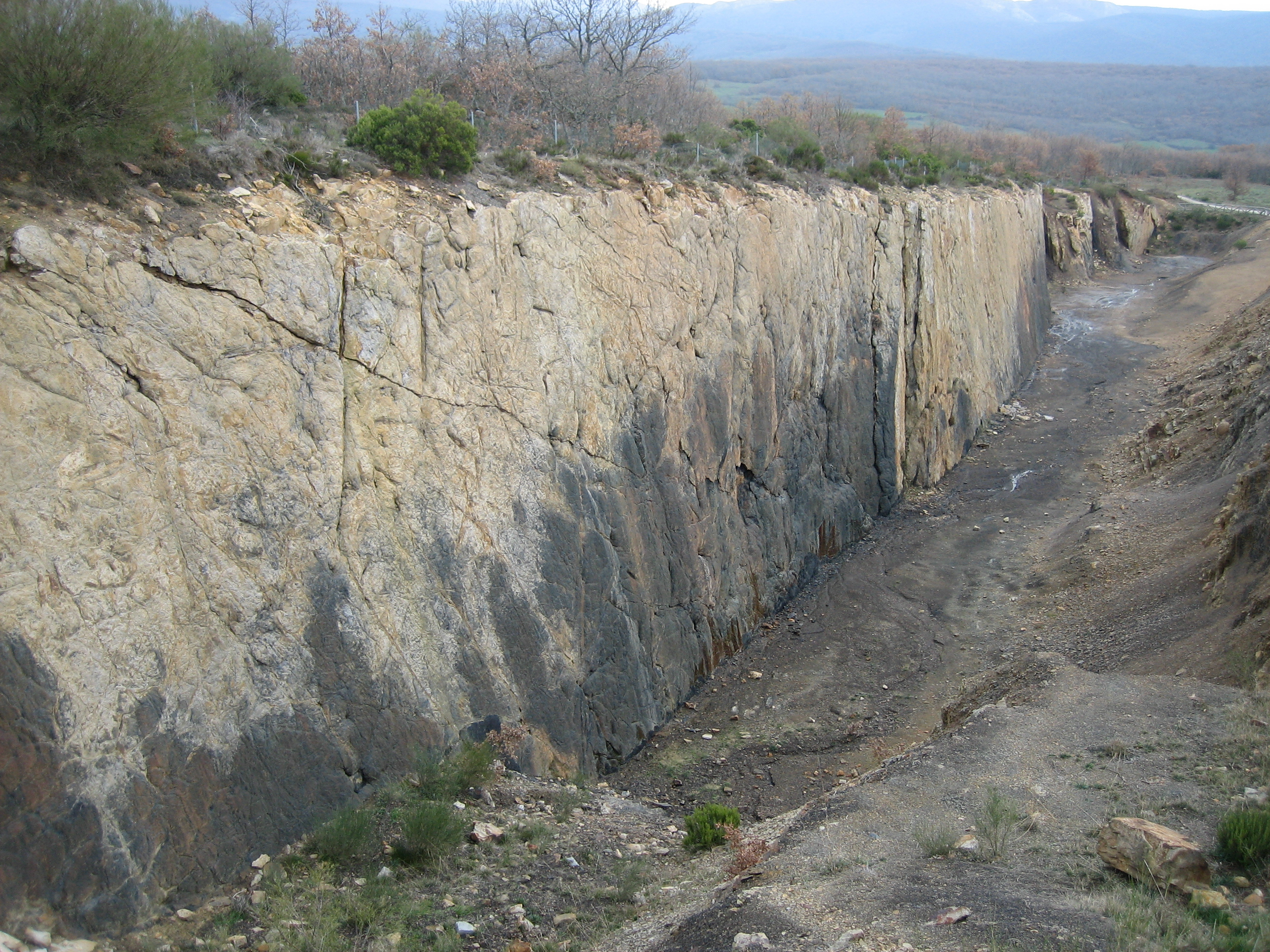
Pared de roca donde se halla el bosque fósil de Verdeña.

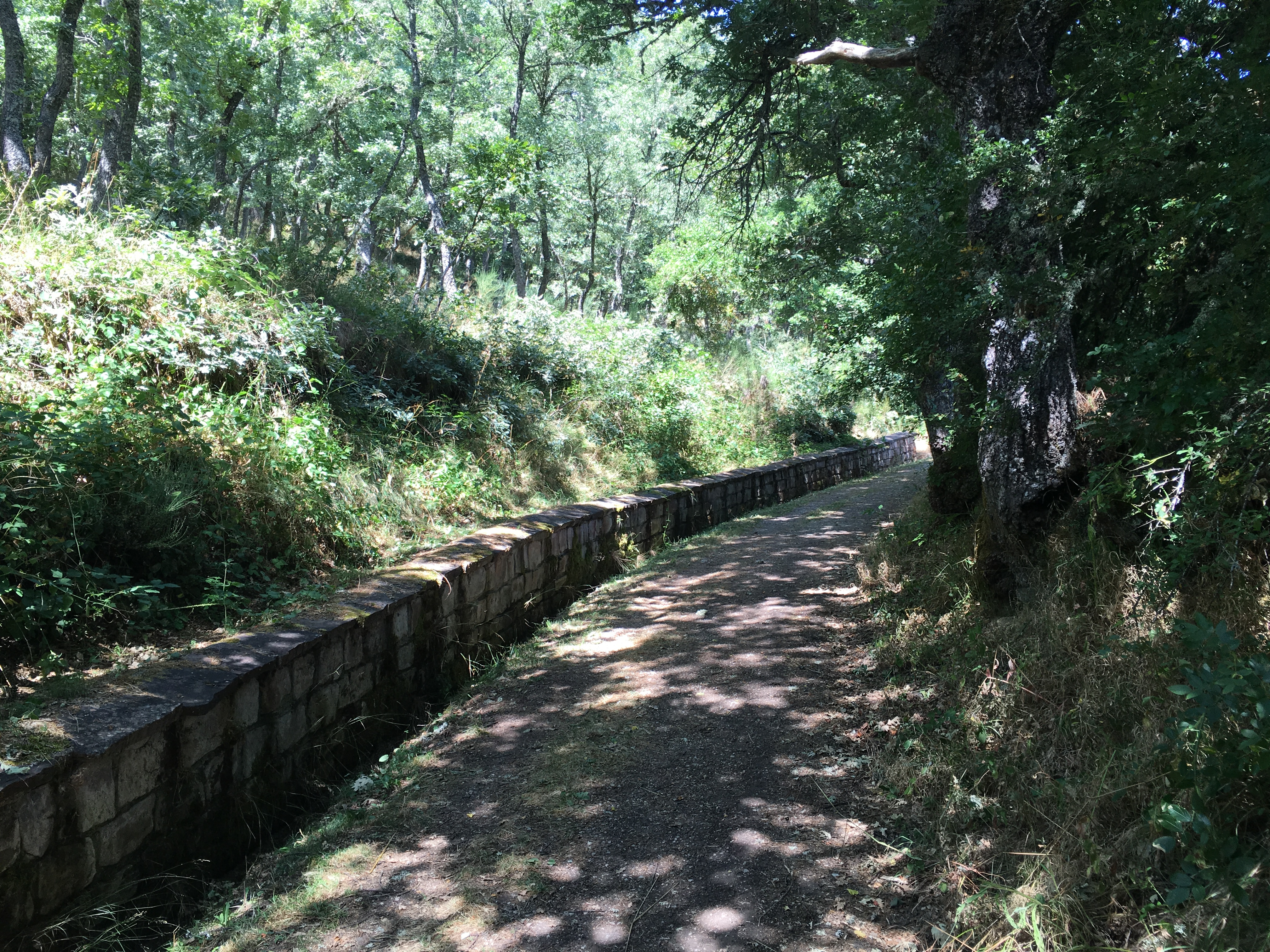
Ruta señalizada hacia el bosque fósil de Verdeña.

El bosque carbonífero de Verdeña es un yacimiento paleontológico del tipo «bosque petrificado» situado en la pedanía de Verdeña, en la provincia de Palencia (España). La antigüedad de los restos fósiles es de 305 Ma, y el yacimiento se formó a partir de las destrucción de un bosque costero debido a una inundación marina. Se descubrió después de que una explotación a cielo abierto de carbón dejara al descubierto el nivel de arenisca donde se hallan los restos. Se encuentran impresiones de raíces (Stigmaria) y restos de troncos caídos con longitudes que pueden superar los cinco metros de largo, algunos de ellos pertenecientes al género Sigillaria.
El yacimiento está propuesto como «Lugar de interés geológico español de relevancia internacional» (Global Geosite) por el Instituto Geológico y Minero de España por su interés paleontológico, con la denominación «CC003: Bosque carbonífero de Verdeña», dentro del contexto geológico «El Carbonífero de la Zona Cantábrica».